# Batalla de Barquisimeto (1814)
La Batalla de Barquisimeto fue un enfrentamiento militar librado el 9 de marzo de 1814 entre las fuerzas del Imperio español, lideradas por el coronel José Ceballos, y de la Segunda República de Venezuela, acaudilladas por el brigadier Rafael Urdaneta, con victoria de las primeras.

## Antecedentes
El 15 de enero de 1814, el capitán general, mariscal de campo Juan Manuel Cagigal y Mac Swing, desembarcó en Puerto Cabello y de inmediato empezó a ayudar al coronel José Ceballos, gobernador de la provincia de Coro, y asignándole el mando de dos divisiones apodadas «Ejércitos de Apure y Barlovento». Esta división organizada por el coronel salió para Siquisique a mediados de febrero. Según el colombiano José Manuel Restrepo, los realistas superaban los 1.000 hombres de las milicias corianas y los restos del regimiento Granada.
Por su parte, después de la victoria de Araure, el 5 de diciembre de 1813, el general de brigada Rafael Urdaneta avanzó al oeste con 700 soldados, donde destruyó numerosas partidas guerrilleras y bandoleros, llegando a dar muerte al coronel José Antonio Yáñez en Ospino el 2 de febrero de 1814; los monárquicos, acobardados por su muerte, huyeron a Guanare. Sin embargo, seguían activas las montoneras de Juan de los Reyes Vargas, Andrés Torrellas, Carlos Blanco y Antonio Millet en San Felipe; el capitán José Rufino Torrealva en los alrededores de Ospino, Araure y Barquisimeto; y el peninsular José de la Vega amenazaba Guanare con un escuadrón cedido por el teniente coronel Sebastián de la Calzada. La Calzada se apoderó de Ospino y Araure y amenazó San Carlos en cuanto sus guarniciones se retiraron para unirse a fuerzas mayores, saqueándolas sin piedad.

## Combate
Cuando estaba en Barquisimeto, recibió la orden del capitán general Simón Bolívar de enviar a Valencia a 800 infantes al mando del coronel Manuel Villapol. Pronto, las fuerzas de Urdaneta se encontraron demasiado debilitadas para avanzar contra La Calzada o Ceballos. Tenían dificultades para recolectar alimento y forraje o establecer comunicaciones por el constante acoso de las montoneras. Para conseguir alimentos, Urdaneta envió al comandante Domingo Mesa a Quíbor con 500 infantes y 25 dragones a caballo, quedándose en su cuartel con una pequeña guarnición.
Ceballos, enterado de la debilidad de su enemigo, resolvió atacarlo y a las 06:00 horas del 9 de marzo atacó por sorpresa la villa, justo cuando los republicanos hacían ejercicios militares. Aunque los defensores lograron organizarse y entablar una resistencia inicial, se vieron abrumados por el número y corriendo riesgo de ser envueltos resolvieron escapar a Cabudare. Urdaneta perdió pocos hombres, pero perdió todo el material almacenado en el cuartel.

## Consecuencias
La villa fue saqueada sin piedad por los vencedores, mientras que Mesa resolvió retirarse a Tocuyo y luego a Trujillo. Ceballos lo persiguió unos pocos días, pero decidió marchar a San Carlos, donde se había refugiado Urdaneta. En efecto, el brigadier patriota estaba allí desde el 11 de marzo y al día siguiente su contraparte realista salió contra él. Así, el 17 de marzo resolvió retirarse a Valencia, donde será asediado.